# ماركوس كارل فرانكلين
ماركوس كارل فرانكلين (بالإنجليزية: Marcus Carl Franklin)‏ هو ممثل أمريكي، ولد في 24 فبراير 1993 في الولايات المتحدة.

## أعمال

### أفلام
- (2007) أنا لست هناك[4]

## وصلات خارجية
- ماركوس كارل فرانكلين على موقع IMDb (الإنجليزية)
- ماركوس كارل فرانكلين على موقع ميوزك برينز (الإنجليزية)
- ماركوس كارل فرانكلين على موقع قاعدة بيانات برودواي على الإنترنت (الإنجليزية)
- ماركوس كارل فرانكلين على موقع ديسكوغز (الإنجليزية)
- ماركوس كارل فرانكلين على موقع قاعدة بيانات الفيلم (الإنجليزية)